# 陳賡虞
陳賡虞（？—？），字鳳韶，直隸省安州人，清朝政治人物、進士出身。

## 生平
光緒三十年，會試第151名；殿試登進士三甲第3名，后授以主事分部學習。后進入日本法政大學速成班第五科。
歷充刑部主事、法部主事、北京畿輔學堂監督，八旗第八高等小學堂長，廣東始興縣知縣，直隸磁縣、阜城縣；山西趙城縣、定襄縣、霍縣、介休縣等縣知事，順直第四區眾議院議員
1918年，担任中华民国第二届国会参议院议员。